# Jo Vermast
Jo Vermast (29 september 1981) is een Belgische voetbalspeler die als vleugelspeler speelde. Hij kwam uit voor KV Oostende, Club Brugge, KMSK Deinze, SV Zulte Waregem, Verbroedering Geel, MVV, KV Kortrijk en KVK Tienen. Hij besloot zijn carrière in 2011 bij VG Oostende.
In het seizoen 2006-2007 werd Vermast reeds door Zulte Waregem uitgeleend aan KV Kortrijk. Op het einde van het seizoen vertrok hij naar de Nederlandse club MVV. Bij de promotie van Kortrijk keert Vermast terug naar de West-Vlamingen. 